# Цератодон пурпурный
Цератодон пурпурный (лат. Ceratodon purpureus) — листостебельный мох семейства Дитриховые, вид рода Цератодон.

## Синонимы
- Barbura helvetica Kindb., 1990
- Dicranum purpureum Hedw., 1801
- Didymodon purpureus (Hedw.) Hook. et Taylor, 1818
- Mnium purpureum (Hedw.) With., 1801
- Trichostomum purpureum (Hedw.) De Not., 1838
- и др.

## Описание
Растение умеренно мелкое до средних размеров, двудомное. Дерновинки густые, иногда образующие обширные покровы, зелёные или буровото-зелёные. Стебель прямостоячий, 0,5—3 см длины, ветвистый, густооблиственный. Листья широколанцетные до узколанцетных, заострённые, с отогнутыми краями на верхушке с немногими зубчиками; жилка заканчивается в верхушке листа или коротко выступает. Спорофиты часто. Спороносит летом. Ножка 1—2,5 см. Коробочка 1,5—2,5 мм длины с глубокими и широкими продольными бороздами. Споры 10—15 мкм. Клетки листовой пластинки вверху квадратные или коротко прямоугольные, гладкие, в основании прямоугольные толстостенные.

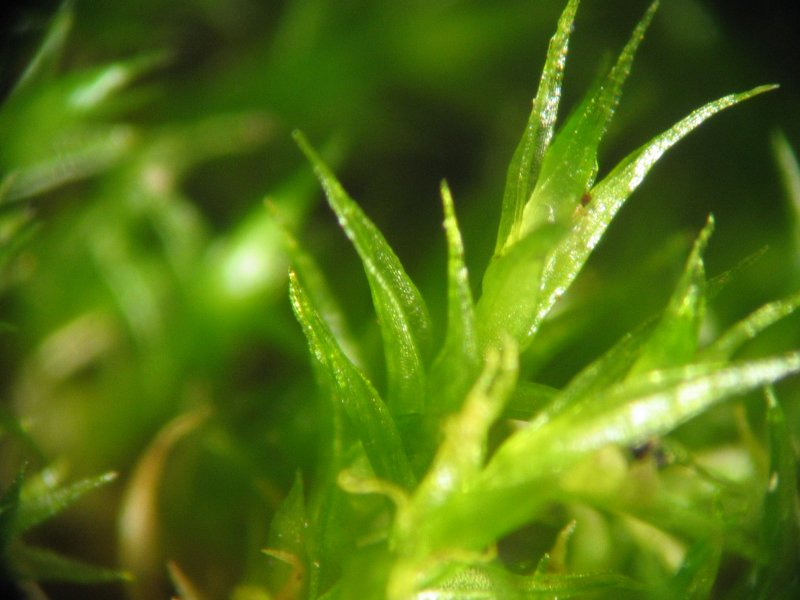
Верхушка стебля
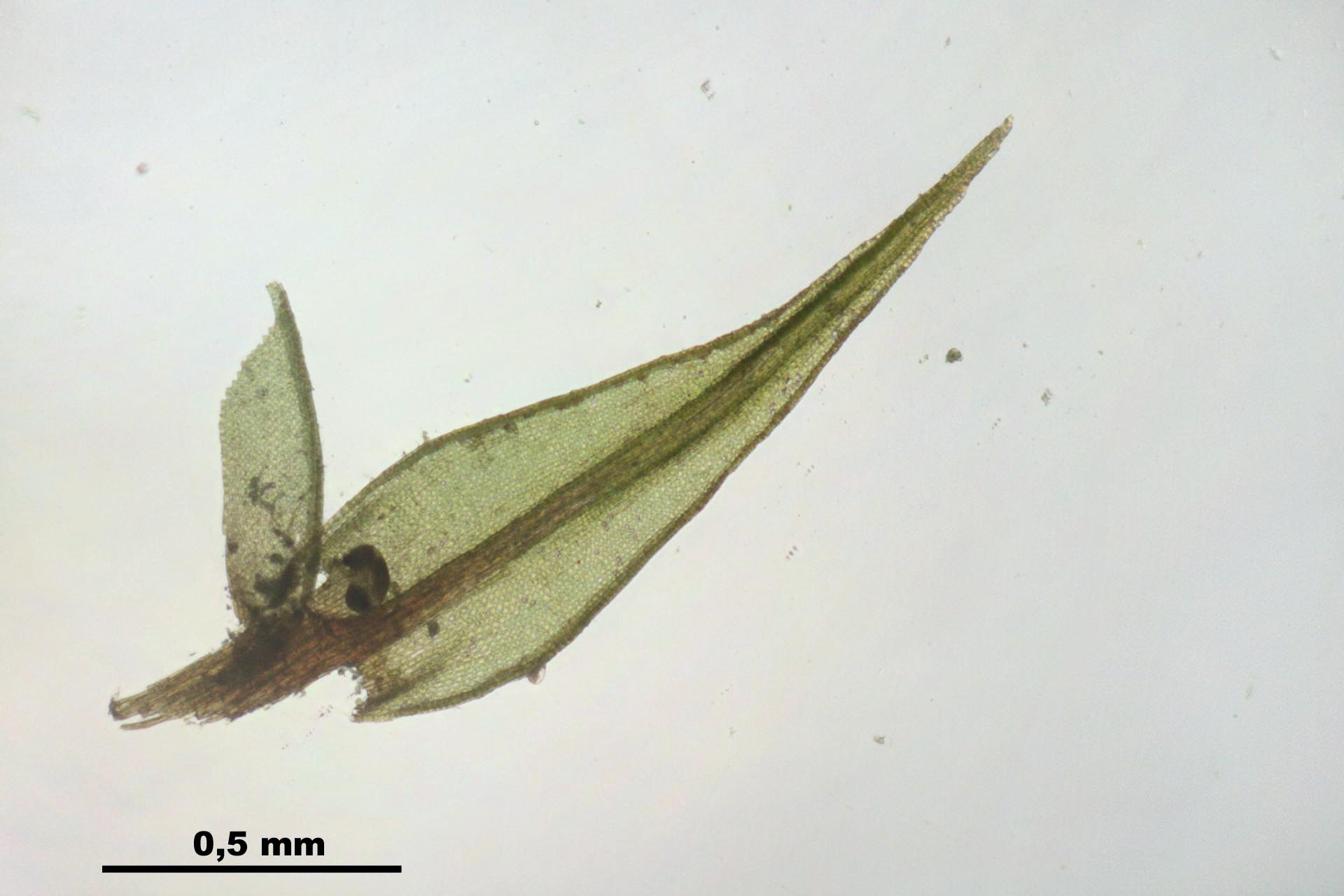
Лист
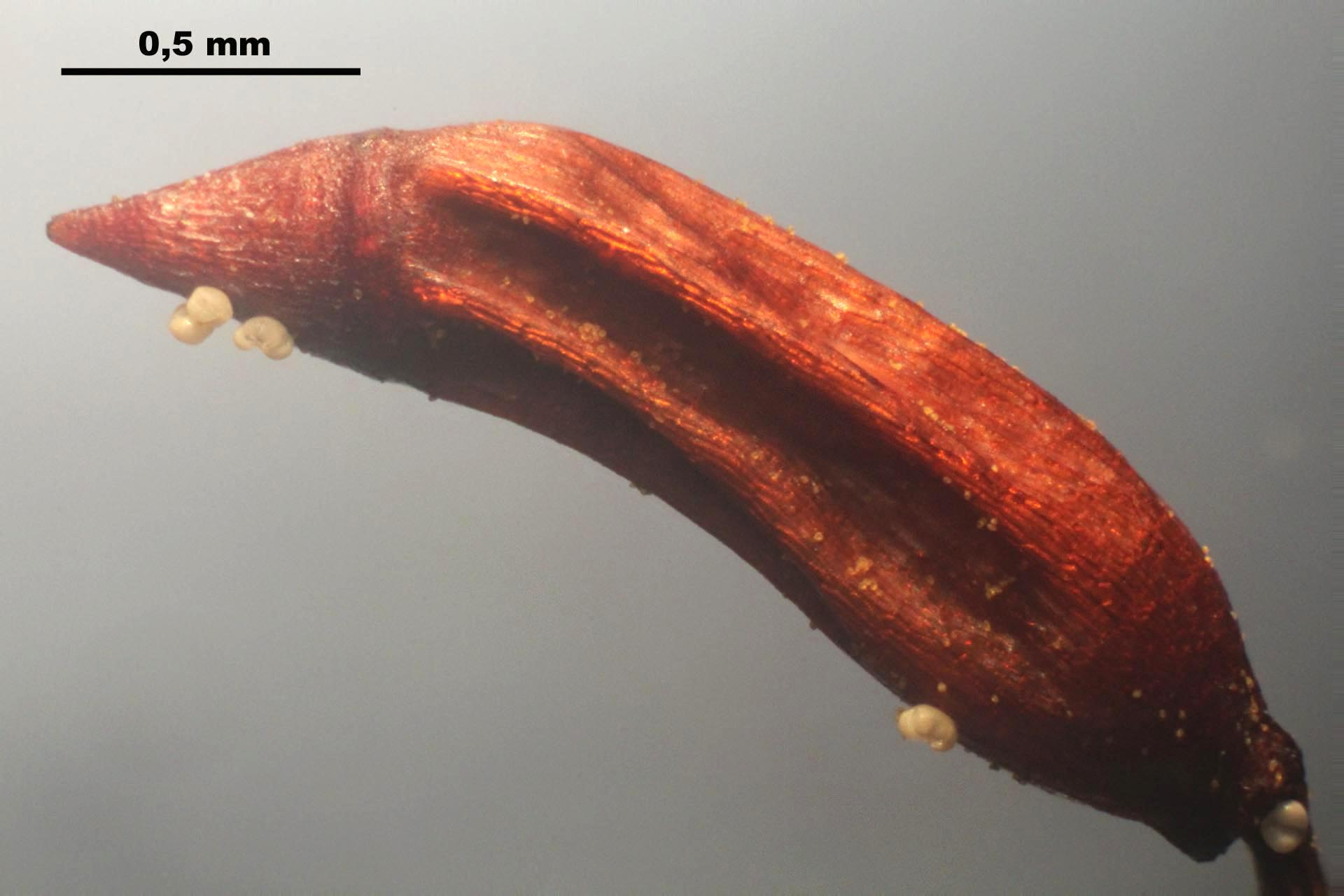
Спорофит
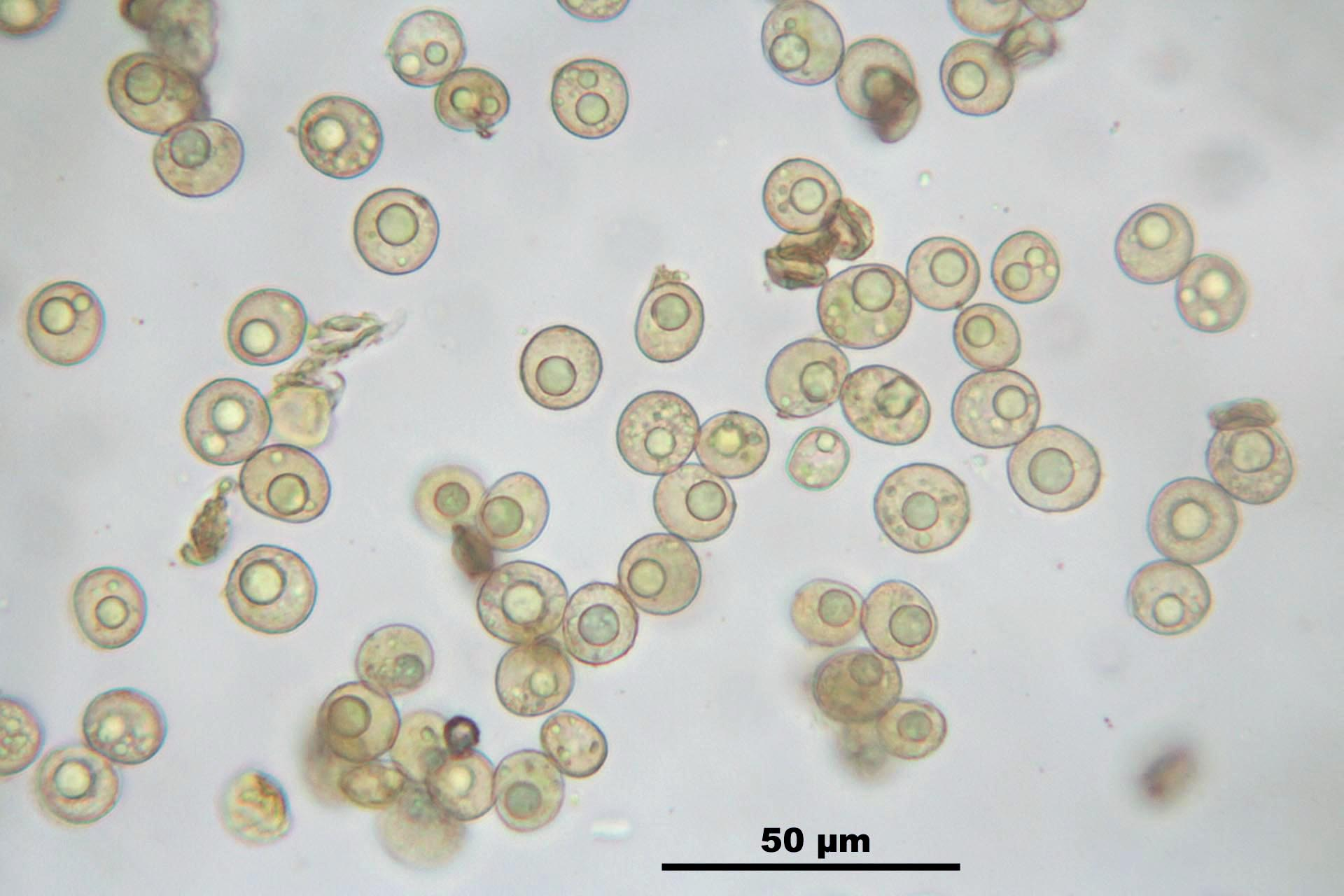
Микроскопическое изображение спор

## Среда обитания и распространение
Растёт на обнажённой почве в естественных и нарушенных местообитаниях, на бетонных и кирпичных поверхностях, камнях, стволах деревьев (особенно покрытых пылью), на гарях.
Космополит. Распространён на всех континентах, от полярных областей обеих полушарий до высокогорий тропиков. На территории России встречается повсеместно.